# Италианска империя
Италианската колониална империя (на италиански: Impero coloniale italiano), известна и като Италианска империя (Impero italiano) между 1936 и 1941 г., е основана в Африка през XIX век. Състои се от колониите, протекторатите, концесиите и зависимите части на Кралство Италия. В Африка колониалната империя включва териториите на днешна Либия, Еритрея, Сомалия и Етиопия (последните три са официално наречени Италианска Източна Африка); извън Африка Италия притежава Додеканезите (след Итало-турската война), Албания (1917 – 1920 и 1939 – 1943) и също има някои концесии в Китай.
Фашисткото правителство, което идва на власт под ръководството на диктатора Бенито Мусолини след 1922 г. , иска да разшири Италианската империя и също да задоволи претенциите на италианските иредентисти. Систематичната „демографска колонизация“ е насърчавана от правителството и до 1939 г. италианските заселници наброяват 120 000 – 150 000 души в Италианска Либия и 165 000 души в Италианска Източна Африка.
По време на Втората световна война Италия се съюзява с Нацистка Германия през 1940 г. и също така окупира Британски Сомалиленд, Западен Египет, голяма част от Югославия, Тунис, части от Югоизточна Франция и по-голямата част от Гърция; но след това губи тези завоевания и своите африкански колонии от нахлуващите съюзнически сили до 1943 г. През 1947 г. Италия официално се отказва от претенциите върху бившите си колонии. През 1950 г. бившият Италиански Сомалиленд, тогава под британска администрация, е превърнат в попечителска територия Сомалиленд, докато не става независим през 1960 г.

## История

### Предистория и епоха преди обединението
Империализмът в Италия датира от Древен Рим и латинското понятие mare nostrum („Наше море“, отнасящо се до Средиземно море) исторически е било в основата на италианския империализъм, особено по време на фашистката ера. През Средновековието и Модерния период Венецианската република и Генуезката република контролират мрежи от колонии в средиземноморския регион, известни съответно като Венецианска империя и Генуезка империя. Между XV и XVI век италианските изследователи допринасят за колониалните начинания на други европейски страни в Америка: Христофор Колумб от Генуа служи на Испания, Америго Веспучи от Флоренция служи на Португалия, братята Кабот от Венеция служат на Англия и Джовани да Верацано от Флоренция служи на Франция. Нито една италианска сила обаче не взема активна роля в надпреварата за Америка, със забележителното изключение на папата, който действа като арбитър между европейските колониални сили по време на Ренесанса. Географското положение на Италия, разположена в центъра на вътрешно море, без открит свободен достъп до океана, допринася за тази чисто средиземноморска политика. Фердинандо I де Медичи, велик херцог на Тоскана, прави единствения италиански опит да създаде колония в Америка, в днешна Френска Гвиана, организирайки през 1608 г. експедиция за изследване на територията на север от Бразилия и река Амазонка през 1608 г. под командването на английския капитан Робърт Торнтън. Въпреки това Торнтън при завръщането си от подготвителната експедиция през 1609 г. намира Фердинандо I мъртъв и неговият наследник Козимо II не се интересува от проекта. През 1651 г. Джовани Паоло Ласкарис, италиански благородник и велик магистър на рицарите хоспиталиери на Малта (по това време васална държава на Кралство Сицилия), притежава четири карибски острова: Сен Кристофър, Сен Мартен, Сен Бартелеми и Сен Кроа, колонизирани от 1651 до 1665 г. Не е направен друг опит за колонизация в океана и до 1797 г. венецианските и генуезките владения в Средиземно море са загубени.

### Борба за империя
Веднъж обединена като национална държава в края на XIX век, Италия възнамерява да се състезава с другите европейски сили за новата ера на европейска колониална експанзия. Тя вижда своите интереси в Средиземно море и на Сомалийския полуостров – регион, който все още предстои да бъде колонизиран и с излаз на океана. Италия закъснява в колониалната надпревара и нейният статут на най-малката от Великите сили – позиция на относителна слабост в международните отношения, означава, че тя зависи от мълчаливото съгласие на Великобритания, Франция и Германия за изграждането на нейната империя. Италия отдавна смята османската провинция Тунис, където живее голяма общност от тунизийски италианци, за част от икономическата си сфера на влияние. Тя не обмисля да я анексира до 1879 г., когато става ясно, че Великобритания и Германия насърчават Франция да я добави към своите колониални владения в Северна Африка. Предложението на Италия в последната минута да подели Тунис между двете страни е отхвърлено и Франция, уверена в подкрепата на Германия, нарежда на своите войски да влязат от Френски Алжир, налагайки протекторат над Тунис през май 1881 г. съгласно Договора от Бардо. Шокът от „шамара на Тунис“, както се споменава в италианската преса, и усещането за изолация на Италия в Европа я карат да подпише Тройния съюз през 1882 г. с Германия и Австро-Унгария.
Докато са правени опити за закупуване на Никобарските острови от Дания през 1864 и 1865 г., генезисът на италианската колониална империя е закупуването през 1869 г. на залива Асаб на Червено море от Италианска навигационна компания, която възнамерява да създаде станция за въглища по времето, когато Суецкият канал е отворен за навигация. Това е поето от италианското правителство през 1882 г., превръщайки се в първата отвъдморска територия на модерна Италия.
Търсенето на колонии от Италия продължава до февруари 1885 г., когато чрез тайно споразумение с Великобритания тя анексира пристанището Масава в Еритрея на Червено море от разпадащата се Египетска империя. Това лишава Етиопската империя на Йохан IV от излаз на море. В същото време Италия окупира територия от южната страна на Сомалийския полуостров, образувайки това, което ще стане Италианска Сомалия. Въпреки това Италия пожелава самата Етиопия и през 1887 г. италианският министър-председател Агостино Депретис нарежда инвазия, което довежда до войната в Еритрея. Това нашествие е спряно след загубата на петстотин италиански войници в битката при Догали. Наследникът на Депретис, министър-председателят Франческо Криспи, подписва договора от Учиали през 1889 г. с новия император Менелик II. Този договор отстъпва етиопска територия около Масава на Италия, за да формира колонията Италианска Еритрея, и, поне според италианската версия на договора, прави Етиопия италиански протекторат. Отношенията между Италия и Менелик се влошават през следващите няколко години до избухването на Първата италианско-етиопска война през 1895 г., когато Франческо Криспи нарежда на италианските войски да влязат в страната. Значителното числено превъзходство и лошото оборудване води до решителното поражение за Италия от ръцете на етиопските сили в битката при Адуа през 1896 г. От страна на Италия броят на загиналите е 6889 души, включително 4133 италианци. Етиопците претърпяват най-малко 4000 убити и 10 000 ранени.
Италия също участва във войната на Махдистите и от 1890 г. побеждава войските на махдистите в битката при Серобети и Първата битка при Агордат. През декември 1893 г. италианските колониални войски и махдистите се бият отново във Втората битка при Агордат; Ахмед Али води кампания срещу италианските сили в Източен Судан и повежда около 10 – 12 000 мъже на изток от Касала, срещайки 2400 италианци и техните еритрейски аскари, командвани от полковник Аримонди. Италианците отново печелят и изходът от битката представлява първата решителна победа, спечелена досега от европейците срещу суданските революционери. Година по-късно италианските колониални сили превземат Касала след успешната битка при Касала; Италия връща града на британците в края на войната три години по-късно.
През 1898 г., в резултат на придобиването на наети територии от Германия, Русия, Великобритания и Франция в Китай по-рано същата година, италианското правителство, като въпрос на национален престиж и за да утвърди статута на Италия като велика сила, поисква отстъпването на залива Санмен, за да служи като станция за въглища. Осъзнавайки, че Италия няма достатъчно военноморска мощ в азиатски води, за да подкрепи своето искане, китайското имперско правителство отхвърля ултиматума и всички последващи искания с аргумента, че Италия няма реални политически или икономически интереси в Китай. Това национално унижение, което за главния вестник на Италия кара страната да изглежда като трето-четвърторазрядна сила, провокира падането на италианското правителство. Това кара Италия да вземе участие в международната експедиция в Пекин при избухването на Боксерското въстание през следващата година и довежда до придобиването на концесия в Тиендзин през 1901 г. – единственият пример за италиански колониализъм в Азия. Концесията се администрира от италианския консул в Тиендзин.
Вълната от национализъм, която залива Италия в началото на XX век, довежда до основаването на Италианската националистическа асоциация, която настоява за разширяване на Италианската империя. Вестниците са пълни с приказки за отмъщение за претърпените унижения в Етиопия в края на миналия век и за носталгия по римската епоха.
Предложено е Либия, като бивша римска колония, да бъде взета обратно, за да се осигури решение на проблемите с нарастването на населението на Южна Италия. Страхувайки се да не бъде напълно изключен от Северна Африка от страна на Великобритания и Франция и имайки предвид общественото мнение, министър-председателят Джовани Джолити нарежда обявяването на война на Османската империя, част от която е Либия, през октомври 1911 г. В резултат на Италианско-турската война Италия печели Либия и Додеканезите от Османската империя.
Пустинната война в Либия от 1912 г. включва първото използване на бронирана бойна машина във военната история и бележи първото значително използване на въздушна мощ във война.

### Първа световна война и след нея
През 1914 г. Италия остава неутрална и не се присъединява към своя съюзник Германия в Първата световна война. Съюзниците дават обещания и през 1915 г. Италия се присъединява към тях. Обещава се чрез Лондонския договор териториална плячка главно от Австрия и Турция.
Преди пряката намеса в Първата световна война Италия окупира албанското пристанище Вльора през декември 1914 г. През есента на 1916 г. Италия започва да окупира Южна Албания. През 1916 г. италианските сили набират албански нередовни войници, за да служат заедно с тях. Италия, с разрешение на съюзническото командване, окупира Северен Епир на 23 август 1916 г., принуждавайки неутралистката гръцка армия да изтегли своите окупационни сили оттам. През юни 1917 г. Италия провъзгласява Централна и Южна Албания за протекторат на Италия, докато Северна Албания е разпределена на държавите Сърбия и Черна гора. До 31 октомври 1918 г. френските и италианските сили изгонват австро-унгарската армия от Албания. Въпреки това през 1920 г. албанско въстание кара италианците да се съгласят да върнат окупираните региони на Албания, с изключение на о-в Сазани.
Далмация е стратегически регион по време на Първата световна война, който Италия и Сърбия възнамеряват да заграбят от Австро-Унгария. Договорът от Лондон гарантира на Италия правото да анексира голяма част от Далмация в замяна на участието на Италия на страната на Съюзниците. От 5 – 6 ноември 1918 г. се съобщава, че италианските сили са достигнали о-в Вис, Ластово, Шибеник и други местности на брега на Далмация. До края на военните действия през ноември 1918 г. италианската армия е завзела контрола над цялата част от Далмация, която е била гарантирана на Италия от Лондонския договор, а до 17 ноември е превзела и Риека. През 1918 г. адмирал Енрико Мило се обявява за италиански губернатор на Далмация. Известният италиански националист Габриеле Д'Анунцио подкрепя завземането на Далмация и продължи към Задар с италиански военен кораб през декември 1918 г.
При заключителния Версайски договор през 1919 г. Италия получава в Европа по-малко от обещаното и никакъв отвъдморски мандат, освен обещанието за колониални компенсации, дадено на 7 май 1919 г. по време на разделянето на колониите на Германия между Франция и Великобритания. За да изпълнят това обещание, Франция и Великобритания пряко или косвено дават на Италия, от 1919 до 1935 г., редица територии за разширяване на Либия (Куфра, Сара, Джарабуб, ивицата Аузу, други земи в Сахара), Сомалия (Джубаленд), Додеканезите (Кастелоризо) и Еритрея (Рахейта, островите Ханиш). През април 1920 г. е договорено между британския и италианския външни министри Джубаленд да бъде първата компенсация на Италия от Великобритания, но Лондон се въздържа от сделката няколко години, целяйки да я използва като лост, за да принуди Италия да отстъпи Додеканезите на Гърция.

### Фашизмът и Италианската империя
През 1922 г. лидерът на италианското фашистко движение Бенито Мусолини става министър-председател и диктатор. Мусолини разрешава въпроса за суверенитета над Додеканезите в Договора от Лозана от 1923 г., който формализира италианската администрация както на Либия, така и на Додеканезите в замяна на плащане на Турция – държавата наследник на Османската империя, въпреки че той се проваля в опита си да изтръгне мандат за част от Ирак от Великобритания.
Месец след ратифицирането на договора от Лозана Мусолини нарежда нахлуването на гръцкия остров Корфу след инцидента на Корфу. Италианската преса подкрепя този ход, отбелязвайки, че Корфу е бил владение на Венеция от четиристотин години. Въпросът е отнесен от Гърция до Обществото на нациите, където Мусолини е убеден от Великобритания да евакуира италианските войски в замяна на репарации от Гърция. Конфронтацията кара Великобритания и Италия да разрешат въпроса за Джубаланд през 1924 г., който е обединен в Италиански Сомалиленд.
В края на 20-те години имперската експанзия става все по-предпочитана тема в речите на Мусолини. Сред целите му са Италия да стане доминиращата сила в Средиземно море, която да може да предизвика Франция или Великобритания, както и да получи достъп до Атлантическия и Индийския океан. Той твърди, че Италия се нуждае от безспорен достъп до световните океани и морски пътища, за да гарантира националния си суверенитет. Това е разработено в документ, който той по-късно изготвя през 1939 г., наречен “Поход към океаните", и включен в официалните протоколи от среща на Големия фашистки съвет. Този текст твърди, че морското положение определя независимостта на нацията: страните със свободен достъп до открито море са независими, докато тези, на които липсва това, не са. Италия, която има само достъп до вътрешно море без френското и британското съгласие, е само „полунезависима нация“ и се твърди, че е „затворник в Средиземно море“:
| „                                   | Решетките на този затвор са Корсика, Тунис, Малта и Кипър. Пазачите на този затвор са Гибралтар и Суец. Корсика е пистолет, насочен към сърцето на Италия; Тунис в Сицилия. Малта и Кипър представляват заплаха за всички наши позиции в източното и западното Средиземноморие. Гърция, Турция и Египет са готови да образуват верига с Великобритания и да завършат военнополитическото обкръжаване на Италия. Следователно Гърция, Турция и Египет трябва да се считат за жизненоважни врагове на експанзията на Италия... Целта на италианската политика, която не може да има и няма континентални цели от европейско териториално естество с изключение на Албания, е преди всичко да разбие решетките на този затвор... След като решетките бъдат счупени, италианската политика може да има само едно мото – поход към океаните. | “ |
| Бенито Мусолини, Поход към океаните | |   |

На Балканите фашисткият режим претендира за Далмация и има амбиции към Албания, Словения, Хърватия, Босна и Херцеговина, Вардарска Македония и Гърция въз основа на прецедента на предишното римско господство в тези региони. Далмация и Словения трябва да бъдат директно анексирани към Италия, докато останалата част от Балканите трябва да бъде трансформирана в италиански клиентски държави. Режимът също се стреми да установи защитни взаимоотношения покровител-клиент с Австрия, Унгария, Югославия, Румъния и България.
И през 1932 г., и през 1935 г. Италия поисква мандат от Лигата на нациите на бившия германски Камерун и свобода на действие в Етиопия от Франция в замяна на италианската подкрепа срещу Германия (виж Фронт от Стреза). Това е отказано от френския министър-председател Едуар Ерио, който все още не е достатъчно притеснен от перспективата за възраждане на Германия.
При второто си нахлуване в Етиопия през 1935 – 36 г. Италия постига успех и обединява новото си завоевание с по-старите си източноафрикански колонии, за да създаде Италианска Източна Африка. На 9 май 1936 г. Мусолини провъзгласява създаването на Италианската империя в Източна Африка с крал Виктор Емануил III като император на Етиопия. През 1939 г. Италия нахлува в Албания и я включва във фашистката държава. По време на Втората световна война (1939 – 1945) Италия окупира Британска Сомалия, части от Югоизточна Франция, Западен Египет и по-голямата част от Гърция, но след това губи тези завоевания и своите африкански колонии, включително Етиопия, от нахлуващите съюзнически сили до 1943 г. Тя е принудена в мирния договор от 1947 г. да се откаже от суверенитета над всички свои колонии. През 1950 г. ѝ е предоставено доверие да управлява бившия италиански Сомалиленд под надзора на ООН. Когато Сомалия става независима през 1960 г., 80-годишният експеримент на Италия с колониализма приключва.
Втората италианско-етиопска война струва на Италия 4359 убити в битка – 2313 италианци, 1086 еритрейци, 507 сомалийци и либийци и 453 италиански работници. Загиналите етиопски военни и цивилни, много от които от италиански бомби и атаки с иприт, се оценяват на 275 000 души.
През юли 1936 г. Франсиско Франко от националистическата фракция в Испанската гражданска война поисква италианска подкрепа срещу управляващата републиканска фракция и гарантира, че ако Италия подкрепи националистите, „бъдещите отношения ще бъдат повече от приятелски“ и че италианската подкрепа „ще има позволи влиянието на Рим да надделее над това на Берлин в бъдещата политика на Испания“. Италия се намесва в гражданската война с намерението да окупира Балеарските острови и да създаде клиентска държава в Испания. Италия се стреми да контролира Балеарските острови поради стратегическото им положение – Италия може да използва островите като база, за да прекъсне комуникационните линии между Франция и нейните северноафрикански колонии и между британския Гибралтар и Малта. След победата на Франко и националистите във войната, Италия оказва натиск върху Франко да позволи италианска окупация на Балеарските острови, но той не го прави.
След като Обединеното кралство подписва англо-италианските Великденски споразумения през 1938 г., Мусолини и външният министър Чано издават искания за отстъпки в Средиземно море от Франция, особено по отношение на Джибути, Тунис и управлявания от Франция Суецки канал. Три седмици по-късно Мусолини казва на Чано, че възнамерява Италия да поиска италианско превземане на Албания. Мусолини изповядва, че Италия ще може да „диша спокойно“ само ако е придобила съседни колониални владения в Африка от Атлантическия до Индийския океан и когато 10 млн. италианци се заселят в тях. През 1938 г. Италия поисква сфера на влияние в Суецкия канал в Египет, като по-специално настоява доминираната от Франция компания за Суецкия канал да приеме италиански представител в своя борд на директорите. Италия се противопоставя на френския монопол над Суецкия канал, тъй като под доминираната от Франция компания за Суецкия канал целият италиански търговски трафик към нейната колония Италианска Източна Африка е принуден да плаща такси при влизане в канала.
През 1939 г. Италия нахлува и превзема Албания и я прави част от Италианската империя като протекторат и отделно кралство в лична уния с италианската корона. Регионът на съвременна Албания е бил ранна част от Римската империя, която всъщност е била държана преди северните части на Италия да бъдат превзети от римляните, но отдавна е била населена с албанци, въпреки че Италия е запазила силни връзки с албанското ръководство и го смяташе за твърдо в своята сфера на влияние. Възможно е Мусолини просто да е искал грандиозен успех над по-малък съсед, който да съответства на поглъщането на Австрия и Чехословакия от Германия. Италианският крал Виктор Емануил III поема албанската корона и е установено фашистко правителство под Шефкет Верлачи, което да управлява Албания.

### Втора световна война
Мусолини влиза във Втората световна война през юни 1940 г. на страната на Адолф Хитлер с планове за разширяване на териториалните владения на Италия. Той има идеи за територията на Западна Югославия, Южна Франция, Корсика, Малта, Тунис, част от Алжир, атлантическо пристанище в Мароко, Френска Сомалия и контролираните от Великобритания Египет и Судан.
На 10 юни 1940 г. Мусолини обявява война на Великобритания и Франция; и двете страни са във война с Нацистка Германия от септември миналата година. През юли 1940 г. италианският външен министър граф Чано представя на Хитлер списък с целите на Италия, който включва: анексирането на Корсика, Ница и Малта; протекторат в Тунис и буферна зона в Източен Алжир; независимост с италианско военно присъствие и бази в Ливан, Палестина, Сирия и Трансйордания, както и експроприация на петролни компании в тези територии; военна окупация на Аден, Перим и Сокотра; Кипър даден на Гърция в замяна на Йонийскте острови и Чамурия дадена на Италия; на Италия се дава Британска Сомалия, Джибути, Френска Екваториална Африка до Убанги-Шари, а Чано добавя на срещата, че Италия иска също Кения и Уганда. Хитлер не дава никакви обещания.
През октомври 1940 г. Мусолини нарежда нахлуването в Гърция от Албания, но операцията е неуспешна. През април 1941 г. Германия започва инвазия в Югославия и след това напада Гърция. Италия и други германски съюзници подкрепят и двете действия. Германската и италианската армия превземат Югославия за около две седмици и въпреки британската подкрепа в Гърция, войските на Оста превземат тази страна до края на април. Италианците поемат контрол над части както от окупирана Югославия, така и от окупирана Гърция. Член на Савойския дом, принц Аймон, 4-ти херцог на Аоста, е назначен за крал на новосъздадената Независима хърватска държава.
По време на разгара на битката за Британия италианците започват нахлуване в Египет с надеждата да превземат Суецкия канал. До 16 септември 1940 г. те напредват 100 km през границата. Въпреки това през декември британците започват операция „Компас“ и до февруари 1941 г. британците отрязват и пленяват италианската 10-та армия и навлизат дълбоко в Либия. Германска намеса предотвратява падането на Либия и комбинираните атаки на Оста връщат британците обратно в Египет до лятото на 1942 г., преди да бъдат спрени при Аламейн. Операция „Факел“ (съюзническата намеса срещу държаните от Виши Мароко и Алжир) създава кампания на два фронта. Германски и италиански сили навлизат в Тунис в края на 1942 г. в отговор, но силите в Египет скоро са принудени да направят голямо отстъпление в Либия. До май 1943 г. силите на Оста в Тунис са принудени да се предадат.
Източноафриканската кампания започва с италиански напредък в държаната от Великобритания Кения, Британско Сомалиленд и Судан. През лятото на 1940 г. италианските въоръжени сили успешно нахлуват в цяла Британска Сомалиленд. Но през пролетта на 1941 г. британците контраатакуват и навлизат дълбоко в Италианска Източна Африка. До 5 май Хайле Селасие I от Етиопия се завръща в Адис Абеба, за да си върне трона. През ноември последната организирана италианска съпротива приключи с падането на Гондар. Въпреки това след предаването на Източна Африка някои италианци провеждат партизанска война, която продължава още две години.
През ноември 1942 г., когато германците окупират Франция във Виши по време на операция „Антон“, окупираната от Италия Франция е разширена с окупацията на Корсика.

### Край на империята
До есента на 1943 г. Италианската империя и всички мечти за имперска Италия фактически приключват. На 7 май капитулацията на силите на Оста в Тунис и други почти непрекъснати италиански обрати карат крал Виктор Емануил III да планира отстраняването на Мусолини. След нахлуването в Сицилия всяка подкрепа за Мусолини се изпарява. На 24 юли се провежда среща на Големия фашистки съвет, който успява да наложи вот на недоверие на Мусолини. Впоследствие той е свален и арестуван от краля на следващия следобед. След това остава пленник на краля до 12 септември, когато по заповед на Адолф Хитлер е спасен от германски парашути и става лидер на новосъздадената Италианска социална република.
След 25 юли новото италианско правителство под ръководството на краля и фелдмаршал Пиетро Бадолио остава външно част от Оста, но тайно започна преговори със Съюзниците. В навечерието на съюзническия десант в Салерно, който започва съюзническата инвазия в Италия, новото италианско правителство тайно подписва примирие със Съюзниците. На 8 септември то е обявено публично. В Албания, Югославия, Додеканезите и други територии, които все още се държат от италианците, германските военни сили успешно атакуват своите бивши италиански съюзници и слагат край на управлението на Италия. По време на Додеканезката кампания опит на Съюзниците да превземат Додеканезите със съдействието на италианските войски завършва с пълна немска победа. В Китай японската имперска армия окупира италианската концесия в Тиендзин, след като получава новини за примирието. По-късно през 1943 г. Италианската социална република официално отстъпва контрола върху концесията на марионетния режим на Япония в Китай – реорганизираното национално правителство на Китай под ръководството на Уан Джингуей.
През 1947 г. Мирният договор с Италия официално слага край на империята, която вече е напълно несъществуваща. Има дискусии за запазване на Триполитания (провинция на Италианска Либия) като последната италианска колония, но те не са успешни. През ноември 1949 г. бившата Италианска Сомалия, тогава под британска военна администрация, е превърната в 10-годишна попечителска територия на Обединените нации под италианска администрация (Попечителна територия Сомалиленд). На 1 юли 1960 г. Сомалия се слива с Британска Сомалия, за да образува независимата Сомалийска република.

## Списък на колониите
В списъка са всички територии по целия свят, които някога са се намирали в колониална зависимост от Италия.
В Европа
- Италианска Албания (1917 – 1920, 1939 – 1943)
- Италиански острови в Егейско море (1912 – 1947)
- Италианска окупация на Франция (1940 – 1943)
  - Италианска окупация на Корсика (1942 – 1943)
- Независима държава Хърватия (1941 – 1945)
- Италианска окупация на Черна гора (1941 – 1943)
- Гръцка държава (1941 – 1943)

В Африка
- Италианска Еритрея (1882 – 1947)
- Италианска Сомалия (1889 – 1947)
- Транс-Джуба (1924 – 1926)
  - Подопечна територия Сомалиленд (1950 – 1960)
- Либия (1911 – 1947)
  - Италианска Триполитания и Италианска Киренайка (1911 – 1934)
  - Италианска Либия (1934 – 1943)
- Италианска Източна Африка (1936 – 1941)
- Италианска Северна Африка (1911 – 1943)
- Италианска Етиопия (1936 – 1941)
- Тунис (1942 – 1943)

В Азия
- Италиански концесии в Китай
  - Италианска концесия на Тиендзин (1901 – 1943)